# Związek Walki Zbrojnej
La Związek Walki Zbrojnej (ZWZ) (in italiano: Unione per la lotta armata) è stata un'organizzazione armata clandestina polacca, creata il 13 novembre 1939 in seguito all'invasione tedesca della Polonia del settembre 1939, e dissoltasi il 14 febbraio 1942 per dar vita alla Armia Krajowa.

## Organizzazione
La Związek Walki Zbrojnej prese il posto dell'organizzazione Służba Zwycięstwu Polski (Servizio Polacco per la Vittoria), fondata il 27 settembre 1939 dal Generale Michał Karaszewicz-Tokarzewski, che venne sostituita nel novembre dal Generale Władysław Sikorski con la Związek Walki Zbrojnej.
Nel gennaio 1940 l'organizzazione era divisa in due zone:
- le zone sotto l'occupazione tedesca, comandata dal colonnello Stefan Rowecki, con sede a Varsavia
- le zone sotto l'occupazione sovietica, comandata dal Generale Michał Karaszewicz-Tokarzewski, con sede a Leopoli.

Formalmente la ZWZ era diretta da Parigi dal generale Kazimierz Sosnkowski che dopo l'occupazione tedesca e la dissoluzione dello stato polacco si era rifugiato in Francia, passando attraverso l'Ungheria, ma nei fatti per la mancanza di comunicazione il suo controllo sull'organizzazione era molto limitato.
Dopo la caduta della Francia il 18 giugno 1940 il generale Władysław Sikorski nominò suo vice il colonnello Stefan Rowecki, autorizzandolo a prendere decisioni urgenti senza attendere il consenso del governo polacco in esilio, esortandolo a cooperare con i dirigenti dei partiti politici della coalizione governativa del governo in esilio costituita dal Partito Popolare Polacco, dal Partito Socialista Polacco e dal Partito Nazional-Democratico. La sede della ZWZ era ufficialmente a Londra sede del governo polacco in esilio, ma in realtà le forze militari erano dirette dagli ufficiali che si trovavano nella Polonia occupata dai tedeschi e dai sovietici.
Dopa l'arresto del Generale Michał Karaszewicz-Tokarzewski da parte dell'NKVD venne meno la catena di comando nella Polonia orientale e con l'operazione Barbarossa tutta la Polonia finì sotto controllo tedesco.